# Gare de Bouvines
Gare de Bouvines vasútállomás Franciaországban, Cysoing településen.

## Vasútvonalak
Az állomást az alábbi vasútvonalak érintik:
- Somain-Halluin-vasútvonal

## Kapcsolódó állomások
A vasútállomáshoz az alábbi állomások vannak a legközelebb:
- Gare de Cysoing
- Gare d’Anstaing
- Gare de Gruson